# Стил, Джонатан
Джонатан Стил (англ. Jonathan Steele) — британский журналист и публицист. Заместитель редактора отдела международной информации газеты «The Guardian». Публикует материалы по проблемам внешней политики, в частности, по российской тематике.
В 1975—1979 годах работал шефом вашингтонского бюро газеты, затем в 1988—1994 годах — московского. Как корреспондент посещал различные «горячие точки», вёл репортажи из Южной Африки, Афганистана, Восточной Европы.
Автор книг «Пределы советского могущества», «Вечная Россия: Ельцин, Горбачёв и мираж демократии», «Андропов у власти: от комсомола до Кремля».  В 2008 году вышла его книга «Поражение: почему они потеряли Ирак» (Defeat: Why they lost Iraq).  (недоступная ссылка)